# Kip Krista Iskupitelja
Kip Krista Otkupitelja (portugalski: O Cristo Redentor) je kip koji prikazuje Isusa Krista na brdu Corcovado u Rio de Janeiru, Brazil. Skulptura je visoka 39,6 metara (od čega samo postolje ima visinu od 9,5 metara) i ima težinu od 700 tona, a nalazi se na 709 metara nadmorske visine. Izgrađena je od armiranog betona i steatita.

## Povijest
Ideja o gradnji religioznog spomenika (Krist Otkupitelj simbol je kršćanstva) prvi se put pojavila 1859. godine. Prijedlog su dali otac Pedro Marija Bos i princeza Izabela. Ideja je opet uzeta u razmatranje 1921. godine, kada se približavala stogodišnjica nezavisnosti.
Prvi kamen temeljac postavljen je 4. travnja 1922., a radovi su počeli 1926. Kip je izrađen u Francuskoj 1926. U Brazil je prenesen u dijelovima godine 1931. Radovi na kompleksu trajali su pet godina, a kip je svečano otvoren 12. listopada 1931.
Među mnogima koji su sudjelovali u izgradnji ovog spomenika mogu se spomenuti Heitor da Silva Costa, autor projekta, umjetnik Carlos Oswald, autor konačnog dizajna spomenika, i francuski kipar Paul Landowski, izvršitelj radova. 
8. srpnja 2007. proglašen je za jedno od novih sedam svjetskih čuda.

## Vanjske poveznice
- Službena internet stranica